# Delete字符
delete字符是计算机上使用的一个控制字符（有时也称rubout）。它是ASCII表最后一个字符，码值为127（十进制）。在脱字符表示法中表示为^?，Unicode中表示为␡（所有ASCII控制字符都有一个图形外观）。
在类Unix系统或微软记事本中，按下退格鍵（Backspace）与控制键（Control）的组合可以输入Delete字符。

## 历史
该字符最初用于标示打孔卡上报废的字符位置，因为任何字符都可以在其上每个位置打孔而变为全1，从而被忽略掉。这是计算机版的修正液。十六进制下，这是7F（7比特）或者FF（8比特）。
在电传打字机 (33型)每行以CR、LF和rubout三个键结尾，以允许打印机有足够时间移动回左侧。VT100兼容终端，按下Delete键给主机发送delete字符(十六进制7F)。 VT510兼容终端的键盘上的⌫可以产生这个字符，这不同于现代PC键盘上的"Delete"键。

## 当前使用
类Unix系统在命令列介面下用该字元删除前一个字元。这已经不同于其原意。
DOS/Windows系统不使用该字元。Win32控制台使用的EGA/VGA字体对代碼頁437码位127 (0x7F)显示为"house"字元 ⌂ 。